# 요나스 에드만
요나스 잉에 리카르드 에드만(스웨덴어: Jonas Inge Rikard Edman, 1967년 3월 4일~)은 스웨덴의 사격 선수이다. 2000년 하계 올림픽 남자 50m 소총 복사 종목에서 금메달을 획득했다.